# Kasztiban
Kasztiban (pers. كشتيبان) – wieś w Iranie, w ostanie Azerbejdżan Zachodni. W 2006 roku liczyła 992 mieszkańców w 312 rodzinach.